# Anthracocentrus capensis
Anthracocentrus capensis är en skalbaggsart som först beskrevs av White 1853.  Anthracocentrus capensis ingår i släktet Anthracocentrus och familjen långhorningar.
Artens utbredningsområde är Angola. Inga underarter finns listade i Catalogue of Life.